# Mezosfera (geologia)
1. Mezosfera – warstwa (geosfera) we wnętrzu Ziemi położona pomiędzy astenosferą a barysferą na głębokości od ok. 350 km do ok. 2900 km.
Odznacza się ciągłym (choć niejednostajnym) wzrostem prędkości fal sejsmicznych z głębokością, a zatem wzrostem gęstości oraz wzrostem temperatury od ok. 2000 st. C do ok. 3000 st. C.
Wskutek panującego w obrębie mezosfery wysokiego ciśnienia, w pobliżu jej dolnej granicy, półpłynny materiał skalny osiąga bardzo dużą gęstość (3,7 do 4,1 g/cm³) i zaczyna krystalizować.
2. Mezosfera – dolna strefa płaszcza górnego Ziemi leżąca poniżej astenosfery, mniej więcej od 350 do 700 km, odznaczająca się gwałtownymi przyrostami prędkości fal sejsmicznych i gęstości skał.